# Michael Praetorius
Michael Praetorius (sinh ngày 15 tháng 2 năm 1571 - mất ngày 15 tháng 2 năm 1621) là một nhà soạn nhạc và lý thuyết âm nhạc người Đức. Ông là một nhà soạn nhạc đa tài nhất so với các nhà soạn nhạc ở cùng độ tuổi, góp phần quan trong cho sự phát triển của âm nhạc dựa trên Cải cách Kháng Cách Thánh ca, trong đó nỗ lực phản ánh để cải thiện mối quan hệ giữa đạo Tin Lành và Công giáo.

## Cuộc đời sự nghiệp
Năm 1587 ông là nghệ sĩ đàn đại phong cầm tại Marienkirche ở Frankfurt. Từ 1592/3, ông phục vụ cho triều đình ở Wolfenbüttel. Từ năm 1613 ông làm việc tại triều đình của vua John George I, nơi ông chịu trách nhiệm về âm nhạc lễ hội. Ông qua đời tại Wolfenbüttel, Đức.
Tác phẩm của ông bao gồm chín bộ sưu tập Musae Sioniae (1605-1610), nhiều công trình khác cho giáo hội Lutheran. Trên hết là Terpsichore (1612) là một bản tóm lược hơn 300 vũ điệu.

## Phong cách sáng tác
Praetorius là một nhà soạn nhạc sung mãn; tác phẩm của ông cho thấy ảnh hưởng của các nhà soạn nhạc Ý. Âm nhạc của ông có nét hoa mỹ đặc trưng của văn học thế kỷ 17.